# Яйця Фаберже

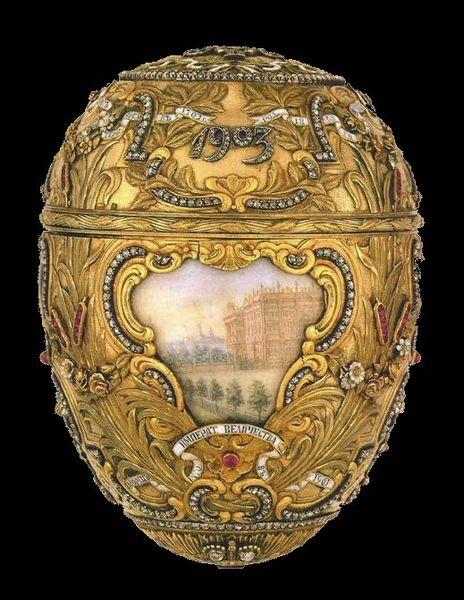
Великоднє яйце Петро Великий

Я́йця Фаберже́ — відома серія ювелірних великодніх яєць, виготовлених фірмою Карла Фаберже. Серія створювалася між 1885 та 1917 роками для російської імператорської сім'ї та приватних замовників. Всього відомо про створення 71 штуки, з яких імператорськими є 54.
Станом на сьогодні, в Росії знаходиться 24 яйця:
- Приватний музей Фаберже в Петербурзі: 9 імператорських яєць, 2 — з колекції сім'ї Кельха і ще 2 — з невідомими замовниками або першими власниками.
- Оружейна палата кремля: 10 імператорських яєць.
- Ермітаж: яйце Ротшильда.

Словосполучення «яйця Фаберже» стало синонімом розкоші та емблемою багатства імператорського дому і дореволюційної Росії.

## Історія виникнення
Перше пасхальне яйце було замовлене Фаберже імператором Олександром III в 1885 р. Завдяки його миттєвому успіху, Фаберже отримав постійне замовлення імператорського двору і став виконувати пасхальні яйця одне за одним, десять — для царя Олександра III, які той кожний рік, аж до смерті, в 1894 р., дарував своїй дружині Марії Федорівні; і ще 44 — в період між 1895 і 1916 рр. — для царя Миколи II як подарунки для його матері і дружини Олександри Федорівни. Загалом за імператорським замовленням ним було створено 54 пасхальні яйця. Можна також вважати, що декілька яєць було подаровано в свій час і іншим членам імператорської сім'ї. Сьогодні з достовірністю відомо, що до нашого часу збереглося 45 пасхальних яєць, зроблених за царським замовленням; збереглася фотографія ще одного; ще 5 відомі за описами. Збереглися також одне з двох незавершених пасхальних яєць, роботи над якими велися в 1917 році.
Завдяки придбанню російського бізнесмена Віктора Вексельберга колекція Форбса, придбана за 100 мільйонів доларів, повернулася В Російську Федерацію в 2004 році.